# Kanderfirn
Der Kanderfirn ist ein Talgletscher in den Berner Alpen.  Er liegt im Hintergrund des Gasterntals auf dem Gebiet der Schweizer Gemeinde Kandersteg im Kanton Bern. Der Eisstrom mit ausgeprägter Zunge war im Jahr 2013 etwas mehr als 6 km lang. Seine Fläche erreichte im Jahr 2018 knapp 12 km².

## Lage
Der westexponierte Gletscher nimmt seinen Ausgangspunkt an der Westflanke des Tschingelhorns sowie auf dem fast völlig eisbedeckten Petersgrat (bis 3205 m ü. M.), über den die Kantonsgrenze zwischen Bern und dem Wallis verläuft. Der Petersgrat bildet ein wichtiges Eisnachschubgebiet für den Kanderfirn. Dieser fliesst mit gleichmässigem Gefälle von rund 10 % nach Südwesten, auf der Nordseite flankiert von den steilen Felswänden der Blüemlisalp.
In seinem untersten Abschnitt wird der Kanderfirn auch Alpetligletscher genannt. Die Gletscherzunge liegt derzeit (Stand 2010) auf einer Höhe von 2300 m ü. M. oberhalb eines Steilabfalls in das Gasterntal. Der Gletscher wird durch die Kander entwässert, die durch das Kandertal zum Thunersee fliesst. Gegen Nordosten ist der Kanderfirn über den firnbedeckten Tschingelpass mit dem Tschingelfirn verbunden, über den vergletscherten Petersgrat im Südosten mit dem Tellingletscher und dem Üsser Talgletscher.

## Entwicklung
| Jahr         | 1850 | 1973 | 1999/2000 | 2013         |
| Fläche (km²) | 16   | 13,9 | 13,1      | 11,97 (2018) |
| Länge (km)   | 9,2  | 6,8  | 6,7       | 6,3          |

## SAC-Hütte
Am Felshang des Mutthorns südlich dieses Passübergangs steht die Mutthornhütte des Schweizer Alpen-Clubs SAC auf 2900 m ü. M. Sie ist nur über Gletscher zu erreichen, entweder vom Gasterntal oder vom Lauterbrunnental her.

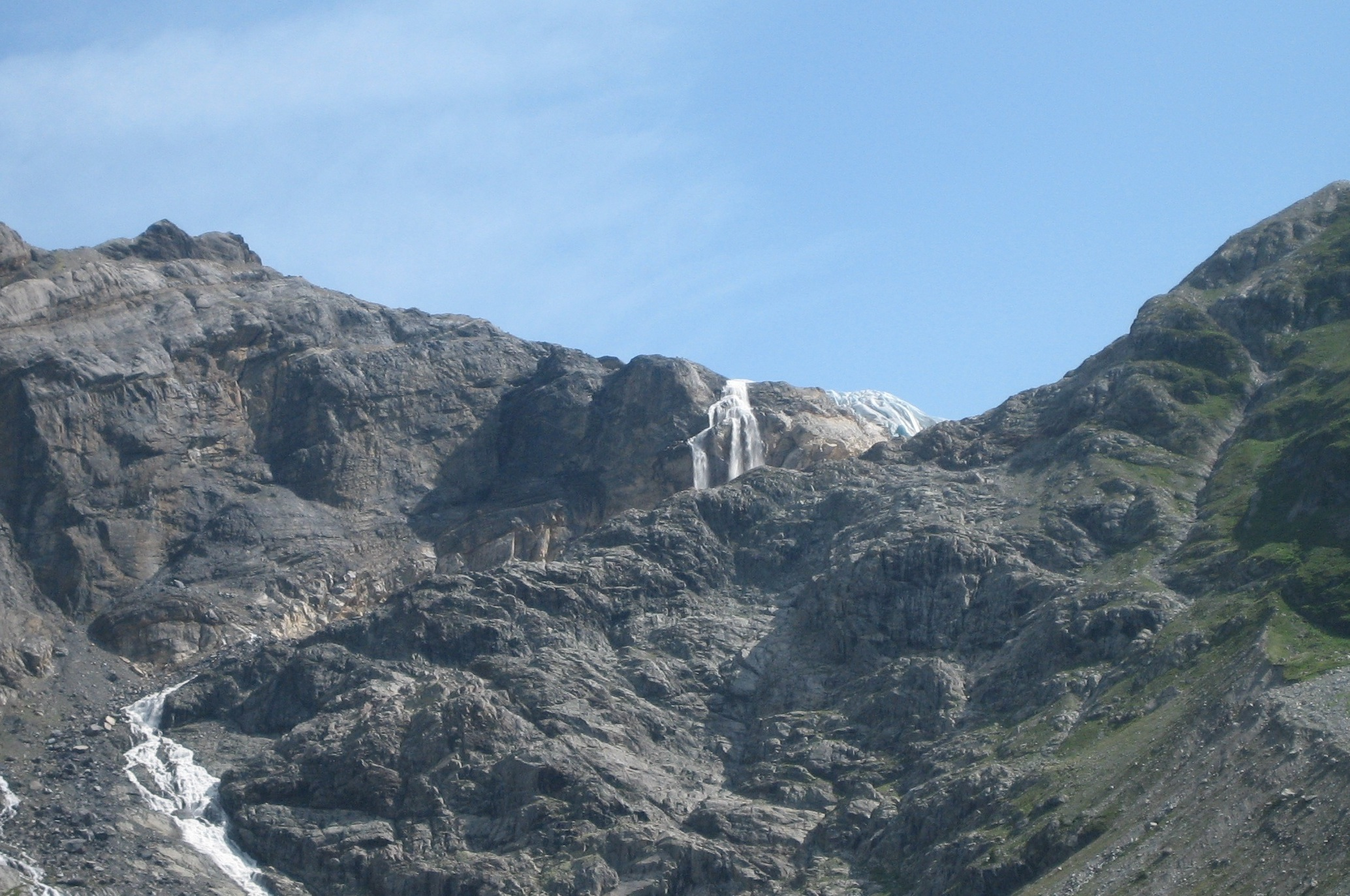
Kanderfirn vom Gasterntal her gesehen
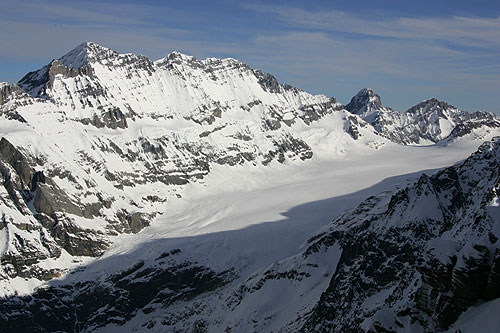
Blick zum Kanderfirn vom Hockenhorngrat
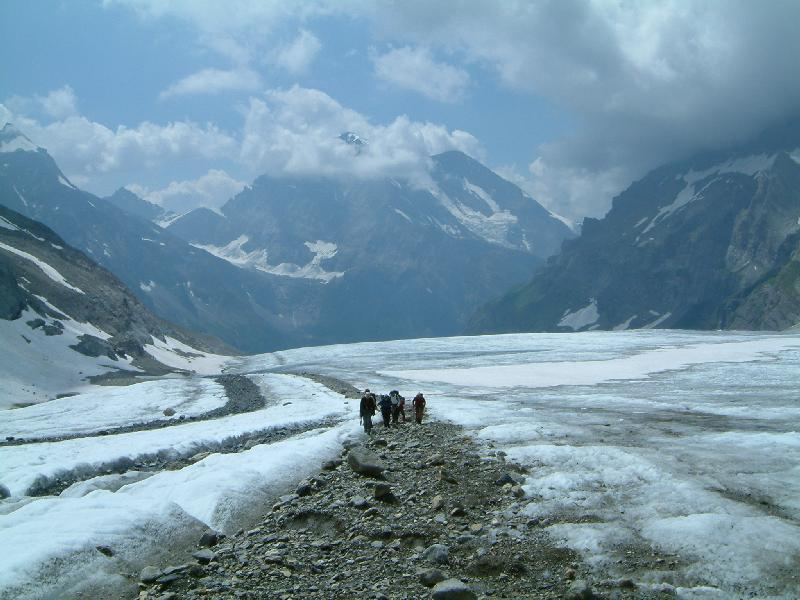
Kanderfirn
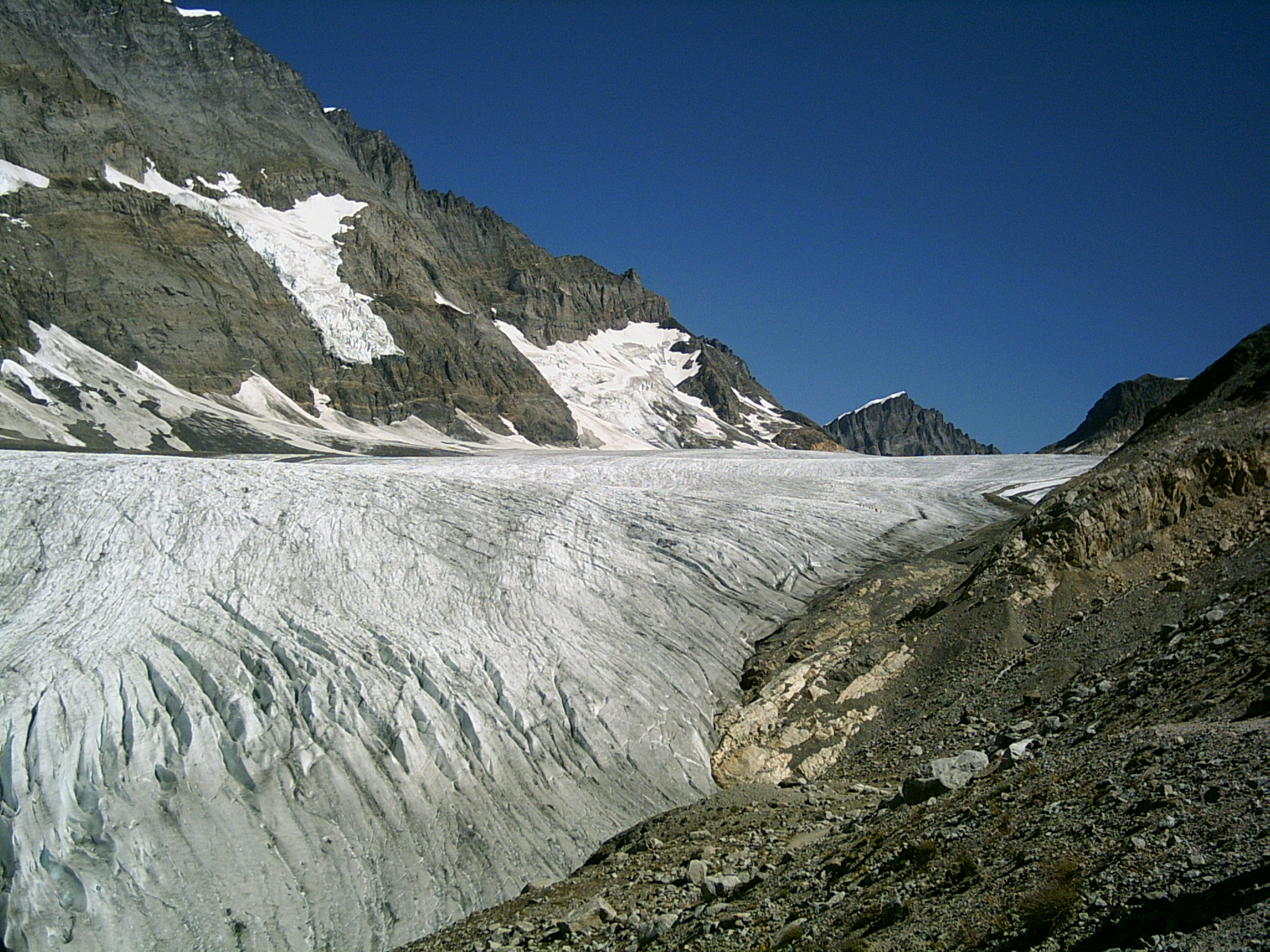
Kanderfirn mit Blick Richtung Mutthornhütte